# Heterotanytarsus perennis
Heterotanytarsus perennis är en tvåvingeart som beskrevs av Ole Anton Saether 1975. Heterotanytarsus perennis ingår i släktet Heterotanytarsus och familjen fjädermyggor.
Artens utbredningsområde är British Columbia. Inga underarter finns listade i Catalogue of Life.